# Моробе Юнайтед
Тугуба Лайтепо Моробе Кумулс Футбал Клаб або просто «Гігіра Лайтепо Юнайтед» (англ. Tuguba Laitepo Morobe Kumuls Football Club) — напівпрофесіональний футбольний клуб з міста Лае з Папуа Нової Гвінеї.

## Історія
Раніше виступав під назвою «Блу Кумулс», в дебютному розіграші напівпрофесійної Національна Соккер Ліга ПНГ 2006 року та сезоні 2007/08 років клуб ставав бронзовим призером національного чемпіонату. В сезоні 2009/10 років клуб дійшов до фіналу, в якому з рахунком 0:5 поступився «Хекарі Юнайтед».

## Досягнення
- Національна Соккер Ліга ПНГ:
  -  Срібний призер (1): 2009/10
  -  Бронзовий призер (2): 2006, 2007

## Відомі гравці
- Жоель Кала
- Кіла Яраваі
- Рональд Варисан